# Burkard Freiherr von Müllenheim-Rechberg

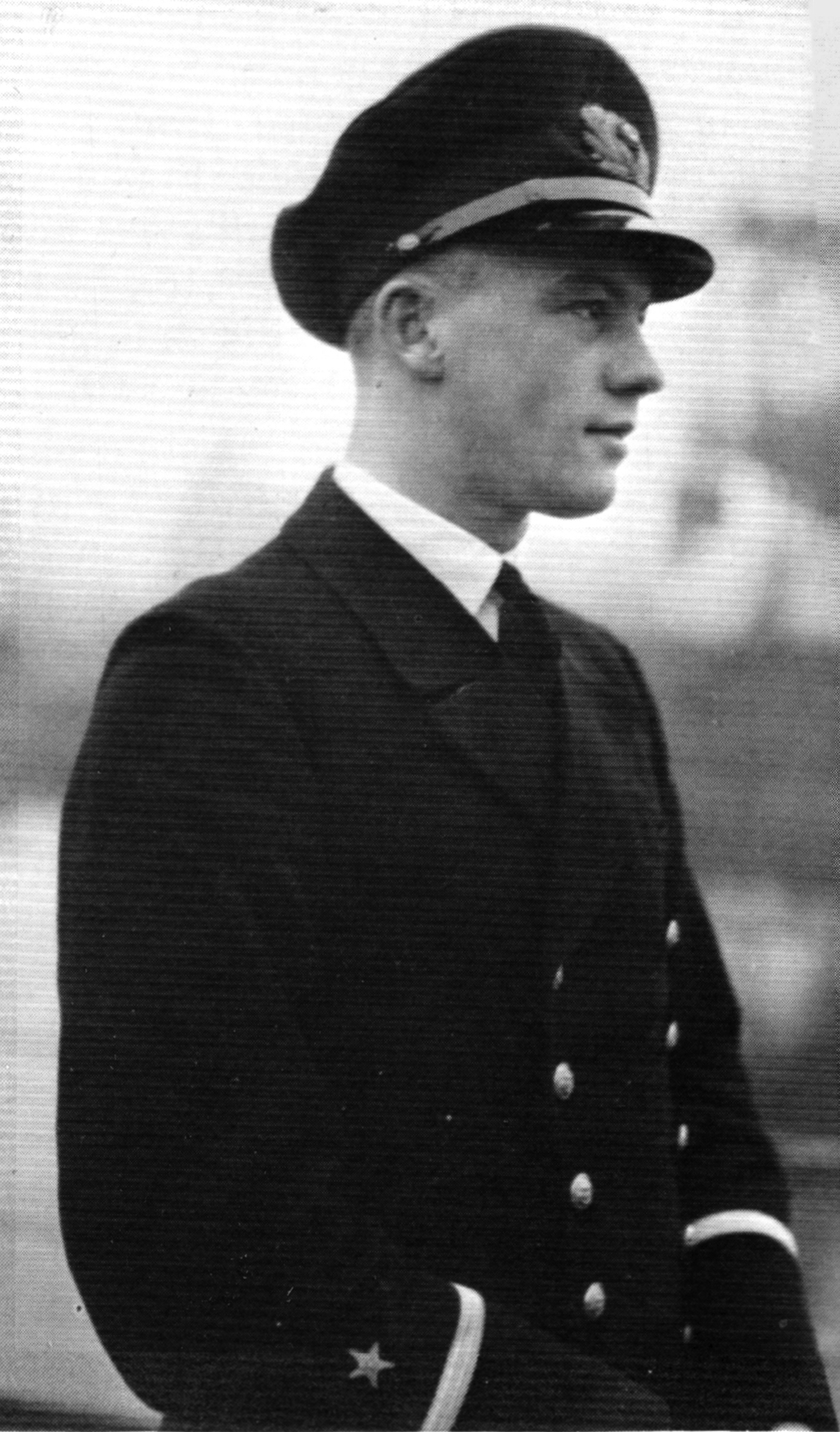
Burkard Freiherr von Müllenheim-Rechberg, 1934

Burkard Freiherr von Müllenheim-Rechberg (* 25. Juni 1910 in Spandau; † 1. Juni 2003 in Herrsching am Ammersee) war ein deutscher Diplomat und Autor. Nach seiner Laufbahn als Marineoffizier und seiner Ausbildung zum Juristen trat er in den diplomatischen Dienst der Bundesrepublik Deutschland ein.
Müllenheim-Rechberg war 1941 der ranghöchste Überlebende beim Untergang des Schlachtschiffs Bismarck. Seine Erlebnisse als Feuerleitoffizier an Bord der Bismarck veröffentlichte er in einem Augenzeugenbericht, der neben der seemännischen Perspektive auch eine Einordnung der Geschehnisse in ihren historischen Kontext beinhaltet.

## Leben
Er entstammte dem Adelsgeschlecht derer von Müllenheim. 1929 legte er sein Abitur ab und trat im selben Jahr in die Reichsmarine ein. Er war u. a. ab Herbst 1938 Gehilfe des Deutschen Marineattachés in London. Mit Beginn des Zweiten Weltkrieges leistete er seinen Dienst auf verschiedenen Kriegsschiffen. Nachdem er 1941 den Untergang des Schlachtschiffs Bismarck als IV. Artillerieoffizier im Rang eines Kapitänleutnants als einer von wenigen überlebt hatte, wurde er am 1. Februar 1943 zum Korvettenkapitän befördert und war bis Ende 1946 in alliierter Kriegsgefangenschaft in Großbritannien und Kanada.
1949 legte Müllenheim-Rechberg sein Staatsexamen in Jura ab. Drei Jahre später, 1952, trat er in den Dienst des Auswärtigen Amtes und wurde Gesandtschaftsrat. 1955 nahm er an der NATO-Delegation in Paris teil, ein Jahr später an der NATO-Truppenvertragskonferenz in Bonn. 1958 wurde er als Konsul bzw. Botschafter nach Westindien berufen, ab 1965 folgte eine Tätigkeit als Botschafter in der Demokratischen Republik Kongo. 1968 wurde Müllenheim-Rechberg Generalkonsul in Toronto und erhielt im selben Jahr das Verdienstkreuz des Verdienstordens der Bundesrepublik Deutschland 1. Klasse. 1971 war er als Botschafter in Tansania wieder in Afrika tätig. 1975 trat Müllenheim-Rechberg in den Ruhestand.

## Werke
- Entführung und Tod des Moise Tschombé. Das Ende einer Hoffnung für den Kongo. LIT-Verlag 1998, ISBN 3-8258-3940-0.
- Schlachtschiff Bismarck. Ein Überlebender in seiner Zeit. Ullstein Verlag, Frankfurt am Main 2002, ISBN 3-548-25644-9.
- Schlachtschiff Bismarck. Ein Überlebender berichtet vom Glanz und Untergang der Bismarck am 27. Mai 1941. Flechsig Verlag, 1. Mai 2005, ISBN 3-88189-591-4.